# ヨナーディ
ヨナーディ（イタリア語: Jonadi または イタリア語: Ionadi）は、イタリア共和国カラブリア州ヴィボ・ヴァレンツィア県にある、人口約4,300人の基礎自治体（コムーネ）。

## 地理

### 位置・広がり

#### 隣接コムーネ
隣接するコムーネは以下の通り。
- フィランダーリ
- ミレート
- サン・コスタンティーノ・カーラブロ
- サン・グレゴーリオ・ディッポーナ
- ヴィーボ・ヴァレンツィア

## 行政

### 分離集落
ヨナーディには、以下の分離集落（フラツィオーネ）がある。
- Nao, Vena, Baracconi, Case Sparse